# Nassim Nicholas Taleb
Nassim Nicholas Taleb (Amioun, 12 de setembro de 1960) é um autor, ensaísta, estatístico, e analista de riscos líbanês-americano, matemático de formação.
Atualmente residente entre Estados Unidos, Reino Unido e Líbano, é conhecido por ser um mega investidor do mercado financeiro, sendo professor do Instituto Politécnico da Universidade de Nova Iorque e presidente da empresa de investimentos Empirica, também atuando como conselheiro do grupo Universa. Sua religião é grega ortodoxa. Taleb é fluente em inglês, francês e árabe clássico, em conversação em italiano e espanhol e leitura de textos clássicos em grego, latim e aramaico.
Nassim Nicholas Taleb possui MBA pela Wharton e Ph.D. pela Universidade de Paris. Ao longo da carreira, ocupou cargos importantes em bancos, dentre eles: CSFB, UBS, BNPParibas e Bankers Trust.

## Biografia
Taleb nasceu em Amioun, no Líbano, em 1960. É filho de Minerva Ghosn e Nagib Taleb, médico oncologista e pesquisador de antropologia. Seus pais eram descendentes de cristãos ortodoxos de nacionalidade francesa. Seu avô, Fouad Nicolas Ghosn, e seu bisavô, Nicolas Ghosn, foram vice-primeiros ministros do Líbano entre as décadas de 1940 e 1970. Seu avô paterno, Nassim Taleb, foi juiz da Suprema Corte do país e seu trisavô, Ibrahim Taleb, foi governador em Monte Líbano, em 1866.
Taleb estudou na escola francesa de Beirute. Sua família viu a riqueza e a importância de seu sobrenome diminuírem bastante durante a Guerra Civil Libanesa, que começou em 1975.

## Trabalhos
Seus livros tratam das incertezas e eventos imprevisíveis. Ele chama de "cisnes negros" grandes acontecimentos que são inesperados e que trazem junto grandes consequências, boas ou ruins. Como exemplos, ele cita os ataques de 11 de setembro de 2001, a Primeira Guerra Mundial e a internet. O autor propõe que se pode beneficiar e até crescer com certos eventos imprevisíveis. Taleb teria feito sua fortuna com o crash de 1987 (Segunda-Feira Negra) e teria ganho dinheiro em outras crises posteriores.

## Obras
- Dynamic Hedging: Managing Vanilla and Exotic Options (sem tradução), 1997.
- Iludido Pelo Acaso: A Influência Oculta da Sorte nos Mercados e na Vida, 2004.
- A Lógica do Cisne Negro, 2007.
- O Leito de Procusto: Aforismos Filosóficos e Práticos, 2010.
- Antifrágil: Coisas que se Beneficiam com o Caos, 2012.
- Skin in the Game, 2018.